# Benet Juli
Benet Juli   ( - 1711) va ser un mestre de cases català, membre del llinatge dels Juli.

## Biografia
Era fill de Josep Juli i de la seva muller Maria Victòria. Va obtenir el títol de mestre de cases el 1674 o el 1675. El 2 d'agost del 1694 va ser nomenat mestre d'obres municipal de Barcelona pel Consell de Cent en substitució de Joan Térmens, càrrec que va exercir fins al 1708, quan ja se sentia vell i xacrós i renuncià en favor del seu fill Josep Juli i Fabregat. Des del seu càrrec va haver de redactar informes, a més de realitzar traves i altres tasques de la seva responsabilitat amb l'objectiu de garantir que se seguissin les normes de l'Obreria i el manteniment de les obres de la ciutat.
Va treballar en diverses obres al llarg de la seva carrera. El 1686 pel noviciat del convent de Sant Agustí Vell de Barcelona, pròxim al Portal Nou, i el 1687 amb el seu germà Josep va contractar la remodelació de l'Hospital General de la Santa Creu. El 1692 treballava amb Joan Térmens a la Duana nova de la ciutat, de la qual va enrajolar-ne les estances dels forns, va fer les finestres, portes i teulades, l'any següent contracta amb el seu germà i el mestre J. Martí, així com el fuster i escultor Francesc Santacana la construcció de la capella de Santa Maria de Cervelló a l'antiga església de la Mercè, negoci en el que va actuar com a fermança el seu pare Josep. També va participar en la construcció de l'arsenal de la Ciutadella.
Cal destacar que pel seu càrrec, el de mestre de cases municipal va haver de participar en nombroses obres de forma oficial però també ho va fer de forma independent. A nivell municipal destaquen obres com la fortalesa de Montjuïc (1694), la Guarda del Pallol (1696), les obres a la muralla de la ciutat a la part de Drassanes i el baluard dels Tallers, així com la fortificació de la torre de les Graelles al Portal de la Boqueria, entre altres arranjaments que es van fer vora la muralla de la ciutat (1697), i també l'adobament de les cases dels consellers de la ciutat en diversos anys.